# Jenna Ortega
Jenna Marie Ortega, coneguda simplement com a Jenna Ortega   (Palm Desert, 27 de setembre de 2002), és una actriu estatunidenca. Va començar la seua carrera com a actriu infantil, i va rebre el reconeixement pel paper de Young Jane en la sèrie de comèdia i drama de The CW Jane the Virgin (2014-2019). Va obtenir reconeixement per interpretar Harley Diaz en la sèrie de Disney Channel Stuck in the Middle (2016–2018), que li va valdre el Imagen Award for Best Young Actor on Television el 2018. També va fer la veu de la princesa Isabel en la sèrie d'animació de Disney Channel Elena d'Avalor (2016–2020).
Va interpretar Ellie Alves en la segona temporada de la sèrie de thriller de Netflix You el 2019 i va protagonitzar la pel·lícula familiar també de Netflix Yes Day (2021). Va rebre elogis de la crítica per l'actuació en el drama adolescent The Fallout (2021) i va protagonitzar les pel·lícules X i Scream (ambdues del 2022), establint-se com una reina del crit (scream queen). També el 2022, Ortega va interpretar el paper principal de Dimecres Addams en la sèrie de fantasia de Netflix Dimecres.

## Primers anys
Jenna Ortega va néixer el 27 de setembre de 2002 a Coachella Valley, Califòrnia, la quarta de sis fills. El seu pare és d'ascendència mexicana i la seva mare és d'ascendència mexicana i porto-riquenya. A causa de la seva carrera, Ortega no ha "viscut realment un estil de vida normal" i ha lamentat haver perdut l'experiència tradicional de secundària i les fites de l'adolescència, com ara la graduació.

## Carrera

### 2012-2017: Inicis en l'actuació
Ortega s'havia interessat per la interpretació des dels sis anys. A vuit anys, amb l'ajuda i els agents de sa mare, finalment va començar a rebre audicions i aviat va fer el seu debut com a actriu el 2012 amb una aparició com a convidada a Rob, a l'episodi "Baby Bug". Després d'això va aparéixer a CSI: NY a l'episodi "Unspoken" com Aimee Moore. El 2013, va debutar al cinema amb un paper menor a la pel·lícula de superherois Iron Man 3 com la filla del vicepresident. Després d'això, Ortega va protagonitzar la pel·lícula de terror Insidious: Chapter 2, la segona pel·lícula de la franquícia Insidious, com a Annie, un paper secundari. Les dues pel·lícules van tenir èxit a la taquilla.
El 2014, Ortega va interpretar el paper de Zoe Leon a la sèrie Rake, i del 2014 al 2019 va interpretar la versió més jove recurrent de Jane a la sèrie de drama romàntic Jane the Virgin. També el 2014, va interpretar Mary Ann a la pel·lícula de comèdia The Little Rascals Save the Day. El 2015, va ser seleccionada per a la sèrie original de Netflix Richie Rich com a part del repartiment principal, interpretant Darcy, una enganyabadocs que gasta els diners de Richie fins i tot sense el seu consentiment; la sèrie no va ser ben rebuda. El mateix any, va aparéixer a la pel·lícula After Words com a Anna Chapa.
Del 2016 al 2018, va continuar protagonitzant la comèdia de situació de Disney Channel Stuck in the Middle com a Harley Diaz, la filla mitjana dels set germans Díaz que és una aspirant a inventora. La sèrie va tenir una bona acollida i Ortega va rebre un premi Imagen per la seua actuació, a més d'haver estat nominada per a altres dos. El mateix any, es va incorporar al repartiment d'Elena d'Avalor de Disney, com a veu de la princesa Isabel, que va acabar el 2020. La sèrie va tenir una bona acollida i va compartir un altre premi Imagen amb el repartiment, així com una altra nominació el 2019. El 2017, va protagonitzar el videoclip de "Chapstick" de Jacob Sartorius, que també protagonitza el cantant. Al vídeo, interpreta l'interès amorós de Sartorius, que va obtenir una important cobertura mediàtica.

### 2018-2020: Papers diversos ambNetflix
El 2018, Ortega va protagonitzar la pel·lícula Saving Flora amb el paper principal de Dawn, la filla d'un propietari d'un circ. La pel·lícula va rebre crítiques positives de la crítica i Ortega va rebre elogis per la seva actuació. Va rebre una nominació a la millor actriu principal al Festival Internacional de Cinema de Southampton. Ortega havia estat escollida per al paper principal d'Ellie Alves a la segona temporada de la sèrie de thriller de Netflix You, que es va estrenar el 26 de desembre de 2019. A You, el seu personatge és una noia intel·ligent i entrometida a la qual li agrada actuar més gran que la seva veritable edat. Va afirmar sobre treballar amb les coprotagonistes Penn Badgley i Victoria Pedretti, que "M'agradaria haver rodat més amb Victoria, perquè crec que té molt talent... Penn és una oradora tan eloqüent, tan ben pensada i tan respectuosa i tan amable, i és un plaer treballar amb elles". La segona temporada, igual que la primera, va ser elogiada així com l'actuació d'Ortega.
El 2019, va ser elegida com Pheobe a la pel·lícula de terror de Netflix The Babysitter: Killer Queen. Va dir en un segment amb Cosmopolitan que s'havia posat "increïblement nerviosa" quan van començar a filmar, afirmant que "com que era una seqüela, tots els altres membres del repartiment ja es coneixien... Vaig anar al plató presa de pànic perquè vaig no sabia què estava fent". La pel·lícula es va estrenar el setembre de 2020 i va rebre crítiques diverses de la crítica. El 2020, Ortega va donar veu a Brooklyn a la sèrie d'animació de Netflix Jurassic World Camp Cretaceous. La sèrie va rebre crítiques diverses, tot i que els elogis van ser cap a la veu d'Ortega i la resta del repartiment. La sèrie es va renovar per a una segona temporada, que es va estrenar el 2021. El 2020, va anunciar que faria el seu debut com a escriptora amb el llibre It's All Love, que es va publicar el gener de 2021. Posteriorment, va interpretar Katie Torres a la pel·lícula de comèdia Yes Day de Netflix; la pel·lícula es va estrenar el març de 2021 amb crítiques diverses, tot i que la seva actuació va ser elogiada.

### 2021-present: Salt a la fama
El març de 2021, es va estrenar la pel·lícula dramàtica adolescent The Fallout, en la qual Ortega va interpretar el paper principal de Vada; es va estrenar a HBO Max el 27 de gener de 2022. El rodatge va tenir lloc durant un mes entre agost i setembre del 2020. Va rebre una resposta positiva per part de la crítica, i l'actuació d'Ortega va ser elogiada, amb diversos crítics que la van qualificar el seu paper de pel·lícula "de ruptura". The Hollywood Reporter va escriure: "...El gir molt matisat d'Ortega entén la façana de res-a-mirar-aquí i les esquerdes de l'armadura". Decider va escriure de la mateixa manera, elogiant la seva actuació com "crua sense exagerar-se. El que podrien haver estat clixés al llarg del camí del personatge de Vada esdevenen seriosos i reals gràcies al seu compromís amb l'actuació i una comprensió completa dels seus ritmes emocionals". La revista Variety va descriure Vada com el seu paper de pel·lícula trencador, escrivint que "Ortega en particular sembla haver trobat la seva veu". CinemaBlend va elogiar la química entre ella i la seva coprotagonista Maddie Ziegler i va afirmar que "les dues noies al centre de tot això també semblen fenomenals, ja que es pot intuir un veritable vincle en el procés de donar vida a aquesta història". Mashable va escriure que ella "encara sense problemes un paper, ricament escrit en complexitats amorosament desordenades, i li dona alè així com plors sorprenents". Més tard, Variety va predir una nominació per a la seva interpretació als 74 Primetime Emmy Awards.
Ortega va interpretar Tara Carpenter a la pel·lícula slasher Scream el 2020, en què va declarar que "Ni tan sols crec que hi hagi paraules en anglès per expressar correctament el feliç, emocionada i nerviosa que estic per aquest viatge". El rodatge va tenir lloc a Wilmington, Carolina del Nord, de setembre a novembre d'aquell mateix any. En treballar amb els coprotagonistes Neve Campbell, Courteney Cox i David Arquette, va afirmar que "mai no saps què esperar quan et trobes amb gent d'aquest nivell, però realment eren les persones més senzilles i dolces." La pel·lícula es va estrenar el 14 de gener de 2022 i va sorgir com un èxit de crítica i comercial, convertint-se en la setena pel·lícula més taquillera del 2022 i guanyant-la el premi MTV Movie Award a la interpretació més espantada. Ortega també va protagonitzar la pel·lícula de terror dirigida per Foo Fighters Studio 666, estrenada al febrer, i la pel·lícula de terror X, del cineasta Ti West, que es va estrenar al març. Aquesta última va obtenir l'aclamació de la crítica, Screen Rant va escriure que "Ortega, juntament amb la seva coprotagonista d'intercanvi de papers, Mia Goth, es troba en una forma rara aquí, amb les actuacions de la parella com dues horroritzades aspirants a estrelles porno convertides en supervivents tan impactants com convincents". Després dels seus papers a les pel·lícules de terror del 2022 Scream, Studio 666 i X, diversos mitjans de comunicació la van batejar com a reina del crit.
També es va estrenar el 2022 la sèrie sobrenatural de Tim Burton, Wednesday, on Ortega interpreta el paper titular de Wednesday Addams, que va qualificar de "nou capítol" de la seva carrera, afirmant que espera "fer justícia a Wednesday Addams". Per preparar-se per al paper, Ortega va patir "la transformació física més gran que he fet mai; em vaig tallar els cabells, tintar de negre, i pel que fa al manierisme, parlant de la cadència, de l'expressió, estic intentant extreure'n d'un una caixa d'eines diferent aquesta vegada. Crec que és una sorpresa per al públic, però també per a mi". La seva actuació a la sèrie va rebre gran aclamació, amb alguns crítics que la van considerar la millor interpretació del personatge fins ara.
També protagonitzarà el thriller de Paramount+ Finestkind al costat de Tommy Lee Jones, Ben Foster i Toby Wallace, la pel·lícula de terror American Carnage, i tornarà a interpretar el paper de Tara Carpenter en una sisena pel·lícula de Scream, encara sense títol.

## Vida privada
En una entrevista a InStyle el 2021, Ortega va declarar: "Esborre Instagram del meu telèfon probablement dues vegades per setmana. Intento allunyar-me'n el màxim possible, però és difícil perquè ara és com es connecten els joves,... així que gran part del que s'anuncia no és autèntic o necessàriament el millor per al teu benestar, així que has d'agafar les xarxes socials amb un gra de sal". En el seu temps lliure, Ortega practica una rutina d'autocura, que inclou Pilates.
Ortega ha utilitzat les seves plataformes per promoure el suport als immigrants i la política que els implica. Ortega és partidari de Pride Over Prejudice, una campanya que promou l'acceptació cap a la comunitat LGBT; ha defensat l'organització des que tenia 13 anys. Està a favor de la immigració i contra la discriminació, i va dir a Teen Vogue: "És important abraçar la vostra cultura avui perquè hi ha moltes ètnies diferents a Amèrica. Al final del dia, ets tu. Has de mantenir-te fidel a tu mateix i no pots canviar-te per encaixar-te o perquè algú se senti còmode".
El 2016, Ortega va organitzar una trobada i salutació per als fans per recaptar diners per a una jove amb càncer. L'any 2018, als premis Radio Disney Music Awards, Ortega va portar una jaqueta, que mostrava les paraules "I Do Care And U Should Too" en resposta a la roba de la primera dama Melania Trump quan va anar a visitar nens immigrants que estaven allotjats sense els seus pares, on es podia llegir "Realment no m'importa. I a tu?". L'estand va tenir una important cobertura mediàtica. Sobre l'acció, Ortega va dir a Forbes: "Recordo que estava revisant les notícies al meu telèfon i vaig veure què portava la Melania de camí per visitar els nens immigrants. Em vaig sentir molt ofesa i en aquell moment vaig saber el que jo volia que la meva declaració fora..." Durant el 2019, Ortega va aparèixer en nombrosos concerts del WE Day als Estats Units i al Canadà per beneficiar WE Charity.
El 2020, Ortega va ser nomenada ambaixadora de marca de Neutrogena. En convertir-se en ambaixadora, va dir a Hola!: "No podria estar més extasiada. Ho dic una vegada i una altra, però realment és una sensació tan surrealista, sobretot amb una marca tan icònica, que he admirat per un llarg temps." L'any següent, Ortega va anunciar al seu Instagram que s'associava amb Neutrogena a "For People with Skin", que és un "compromís d'equip per avançar en la salut de la pell per a tots els consumidors, independentment de la raça, l'edat, l'ètnia, la necessitat de la pell o els ingressos."
Ortega ha afirmat que creu que és important per a ella assumir papers més variats en l'actuació, per no ser enganxada; li va dir a E! Online el 2021 que no volia ser "encasellada com a actriu" i que el seu desig de "fer els papers més diversos que pugui i canviar realment" li va facilitar la transició a papers madurs. Ha dit que les obres de terror són amb les que se sent més còmoda protagonitzant, i va dir a Rotten Tomatoes el 2022 que estava "molt còmoda amb totes les coses de terror".
En una entrevista amb Collider, Ortega va dir que inicialment es va inspirar per dedicar-se a la interpretació després de veure l'actuació de l'actriu Dakota Fanning a la pel·lícula de suspens del 2004 Man on Fire, afirmant que "Després de veure Dakota, que òbviament tenia tant talent des de tan jove, vaig decidir que volia ser la versió porto-riquenya d'ella". També va dir que pensava que Denzel Washington era "l'home més genial que havia vist a la meva vida". Ortega també cita l'actriu Gina Rodríguez, amb qui va treballar al drama televisiu Jane The Virgin, com una de les seves principals influències. Va afirmar que admira a Rodríguez perquè la seva història és semblant a la seva, i pels seus esforços i habilitat.

## Filmografia
| Any  | Títol                           | Personatge              | Notes          |
| ---- | ------------------------------- | ----------------------- | -------------- |
| 2013 | Iron Man 3                      | Filla del Vicepresident |                |
| 2013 | Insidious: Chapter 2            | Annie                   |                |
| 2014 | The Little Rascals Save the Day | Mary Ann                |                |
| 2015 | After Words                     | Anna Chapa              |                |
| 2018 | Saving Flora                    | Dawn                    |                |
| 2020 | The Babysitter: Killer Queen    | Phoebe Atwell           |                |
| 2021 | Yes Day                         | Katie Torres            |                |
| 2021 | The Fallout                     | Vada Cavell             |                |
| 2022 | Scream V                        | Tara Carpenter          |                |
| 2022 | Studio 666                      | Skye Willow             |                |
| 2022 | X                               | Lorraine                |                |
| 2022 | American Carnage                | Camila                  | Post-producció |
| 2022 | Finestkind                      | TBA                     | Post-producció |
| 2023 | Scream VI                       | Tara Carpenter          |                |
| 2024 | Beetlejuice Beetlejuice         |                         |                |

| Any          | Títol                          | Personatge                     | Notes                                      |
| ------------ | ------------------------------ | ------------------------------ | ------------------------------------------ |
| 2012         | Rob                            | Noia                           | Capítol: "The Baby Bug"                    |
| 2012         | CSI: NY                        | Aimee Moore                    | Capítol: "Unspoken"                        |
| 2014         | Rake                           | Zoe Leon                       | Paper recurrent                            |
| 2014–2019    | Jane the Virgin                | Jane Villanueva jove (12 anys) | Paper recurrent                            |
| 2015         | Richie Rich                    | Darcy                          | Personatge principal                       |
| 2016–2018    | Stuck in the Middle            | Harley Diaz                    | Personatge principal                       |
| 2016–2020    | Elena of Avalor                | Princess Isabel                | Veu de personatge principal                |
| 2016         | Elena and the Secret of Avalor | Princess Isabel                | Veu                                        |
| 2018         | Bizaardvark                    | Izzy                           | Capítol: "The BFF (Before Frankie Friend)" |
| 2019–present | Big City Greens                | Gabriella Espinosa             | Veu; 3 Capítols                            |
| 2019         | You                            | Ellie Alves                    | Paper principal (temporada 2)              |
| 2020         | Home Movie: The Princess Bride | Princess Buttercup             | Capítol: "The Fire Swamp"                  |
| 2020–2022    | Jurassic World Camp Cretaceous | Brooklynn                      | Veu de personatge principal                |
| 2022         | Wednesday                      | Wednesday Addams               | Personatge principal                       |